# Met den helm geboren
Met den helm geboren is een Belgische film uit 1939, geregisseerd door Jan Vanderheyden.

## Het verhaal
Jan is een flinke buitenjongen en gaat noodgedwongen zijn geluk in Antwerpen beproeven. Na een gevecht met een jonge havenschuimer Stefke leert hij de ellende van deze jonge kerel kennen en besluit met hem lief en leed te delen. Na enkele beroepen leert Jan een oude zeerob kennen die hem aanraadt de zee op te gaan. Hij laat zich aanmonsteren, maar als het uur van vertrek aanbreekt krijgt Jan al heimwee en het schip vertrekt zonder hem. Jan is verliefd op Anne-Marie, de dochter van de kasteelheer uit zijn dorp. Hij wil hogerop en gaat naar een avondschool, maar wordt ten onrecht van diefstal beschuldigd.